# Hemel van kranen
Hemel van kranen is een hoorspel van Gerrit Pleiter. De NCRV zond het uit op maandag 19 december 1966. De regisseur was Ab van Eyk. De uitzending duurde 64 minuten.

## Rolbezetting
- Hans Veerman (Jenne, een kraanbestuurder)
- Tonnie Foletta (Boele, een kraangeleider)
- Willy Ruys (directeur)
- Hans Karsenbarg (verslaggever)
- Paul van der Lek (Koers)
- Huib Orizand (Diet)
- Andrea Domburg (Walburg)
- Dogi Rugani (vrouw)
- Jaap Hoogstraten (Tamal)

## Inhoud
Dit spel speelt zich af in de kantine en op de kade van een stoombootmaatschappij. Daar wachten Jenne en Boele om mee te helpen bij een groep vluchtelingen die tijdelijk onderdak hebben gevonden en nu weer worden teruggestuurd naar het land van herkomst. Jenne heeft een draagbaar radiootje bij zich en zoekt naar verschillende stations. Er ontstaat een ouverture: muziek, woorden, gedeelten van een reportage over de aankomst en de moeilijkheden met de vluchtelingen. In dit gedeelte is de expositie van het stuk verwerkt. Na deze inleiding begint het spel, waarin de stemmen uit de ouverture terugkeren: die van de jonge vrouw Walburg, verloofd met de dominee-arbeider Koers, haar vader, Diet, die Koers heeft overgehaald aan dit transport mee te werken, tot grote woede van Walburg, die zich door Koers verraden voelt, Tamal, een jonge vluchteling die wraak wil nemen en door Walburg wordt opgestookt om het transport te verijdelen.